# Amphicnemis smedleyi
Amphicnemis smedleyi är en trollsländeart som beskrevs av Harry Hyde Laidlaw, Jr. 1926. Amphicnemis smedleyi ingår i släktet Amphicnemis och familjen dammflicksländor. Inga underarter finns listade i Catalogue of Life.